# Maria Teresa Basso
Maria Teresa Basso es una botánica, micóloga, editora, taxónoma, conservadora, y exploradora italiana.

## Carrera
Ha estudiando el género Lactarius durante muchos años, viajando por Europa para recoger la mayor parte de las especies que crecen en el subcontinente. Publicó varios artículos sobre este género, y describe dos nuevas especies, para la ciencia, notables, L. cyanopus y L. seudoscrobiculatus. Se la conoce por su notable monografía sobre Lactarius europea, publicada en 1999, en la serie "Fungi Europaei".
Es fundadora de Mykoflora: librería italiana de edición y venta de libros de micología en línea.

## Algunas publicaciones
- k. Das, j.r. Sharma, maria t. Basso, r.p. Bhatt. 2005a. Lactarius in Kumaon Himalaya 4: A new species of subgenus Piperites. Mycotaxon 91: 1 - 7.

- maria teresa Basso. 2005b. Les lactaires de l'aulne - II : Lactarius clethrophilus Romagnesi. Bull. Soc. Mycol. 120 (1-4): 91 - 97.

- ------------------------. 2005c. Manuale di microscopia dei funghi. Publicó Mykoflora, 302 p. ISBN 8887740011, ISBN 9788887740011

- ------------------------. 2005d. Tipologia e topografia dei pigmenti nelle specie europee del genere Lactarius. Boll. Gruppo Micol. G. Bres. (n.s.) 46 (3): 75 - 82.

- ------------------------, p. Neville, s. Poumarat. 2001. Une nouvelle espèce de Lactarius de la sous-section Scrobiculati Hesler & A.H. Smith: L. pseudoscrobiculatus Basso, Neville & Poumarat sp. nov. Bull. sem. Féd. Ass. mycol. Médit. 19: 13 - 20.

- ------------------------. 2000. Sull'identità di Lactarius illyricus Piltaver. Bull. sem. Féd. Ass. mycol. Médit. 18: 15 - 19.

### Libros
- maria teresa Basso. 1999. LACTARIUS Fungi Europaei, Mykoflora v. 7, 845 p. 62 tablas, 121 fotocolor, 141 micrografías ISBN 88-87740-00-3 ISBN 9788887740004
- La abreviatura «Basso» se emplea para indicar a Maria Teresa Basso como autoridad en la descripción y clasificación científica de los vegetales.[5]